# Вудмор (Меріленд)
Вудмор (англ. Woodmore) — переписна місцевість (CDP) в США, в окрузі Графство принца Георга штату Меріленд. Населення — 4513 особи (2020).

## Географія
Вудмор розташований за координатами 38°55′24″ пн. ш. 76°46′41″ зх. д. / 38.92333° пн. ш. 76.77806° зх. д. (38.923421, -76.777933).  За даними Бюро перепису населення США в 2010 році переписна місцевість мала площу 17,12 км², з яких 16,96 км² — суходіл та 0,16 км² — водойми.

## Демографія
Згідно з переписом 2010 року, у переписній місцевості мешкало 3936 осіб у 1358 домогосподарствах у складі 1043 родин. Густота населення становила 230 осіб/км².  Було 1406 помешкань (82/км²).
Расовий склад населення:
| - 82,7 % — чорних або афроамериканців - 10,5 % — білих - 2,0 % — азіатів - 0,3 % — корінних американців - 1,1 % — осіб інших рас |

До двох чи більше рас належало 3,4 %. Частка іспаномовних становила 3,5 % від усіх жителів.
За віковим діапазоном населення розподілялося таким чином: 24,3 % — особи молодші 18 років, 65,0 % — особи у віці 18—64 років, 10,7 % — особи у віці 65 років та старші. Медіана віку мешканця становила 44,5 року. На 100 осіб жіночої статі у переписній місцевості припадало 91,0 чоловіків;  на 100 жінок у віці від 18 років та старших — 85,0 чоловіків також старших 18 років.
Середній дохід на одне домашнє господарство  становив 162 883 долари США (медіана — 140 156), а середній дохід на одну сім'ю — 168 070 доларів (медіана — 148 060). За межею бідності перебувало 3,8 % осіб, у тому числі 1,6 % дітей у віці до 18 років та 0,0 % осіб у віці 65 років та старших.
Цивільне працевлаштоване населення становило 2180 осіб. Основні галузі зайнятості: освіта, охорона здоров'я та соціальна допомога — 30,3 %, публічна адміністрація — 17,1 %, науковці, спеціалісти, менеджери — 16,1 %.